# 월터 하우저 브래튼
월터 하우저 브래튼(Walter Houser Brattain, 1902년 2월 10일~1987년 10월 13일)은 미국의 물리학자로 존 바딘, 윌리엄 쇼클리와 함께 트랜지스터를 발명하였고, 그 공로로 1956년 노벨 물리학상을 받았다.